# Beekman en Beekman
Beekman en Beekman (1949) is een streekroman van Toon Kortooms. Het volgt de lotgevallen van de tweeling Mathieu (Matje) en Hein (Heintje) Beekman uit de Peel en van hun vriend Hendrik van Ham, van hun jeugd tot hun jongvolwassenschap in een tijd rond de Tweede Wereldoorlog.
Volgens zijn uitgeverij Gottmer werden van dit boek meer dan twee miljoen exemplaren verkocht. Dat zou het tot de best verkochte roman in Nederland ooit maken.
Beekman en Beekman is de naam van zowel de trilogie als van zijn tweede deel. De delen zijn:
- 'De gebroeders Beekman' (1946)
- 'Beekman en Beekman' (1949)
- 'De mannen Beekman' (1950)

In 1970 verscheen de trilogie voor het eerst gebundeld in één boek. In 1994 verscheen 'Terug naar Beekman en Beekman'. In de gemeente waar Kortooms geboren werd, Deurne, werd in 2000 de oude dorpsherberg aan de Markt, die al meer dan vierhonderd jaar de naam 'de Zwaan' droeg, omgedoopt tot 'Grand Café Beekman en Beekman'.